# عدنان كنفاني
عدنان كنفاني (1940 - 20 يوليو 2019) هو كاتب وأديب وصحفي فلسطيني راحل.

## حياته ونشأته
عدنان محمد فايز كنفاني مواليد يافا ـ فلسطين (1940- توفي عام2019).

## مسيرته[5]
- كان مقيم في سوريا، وهو مهندس ميكانيكا .[6]
- عضو اتحاد الكتّاب العرب.[7]
- عضو الاتحاد العام الكتّاب والصحفيين الفلسطينيين.[8]
- عضو المكتب التنفيذي للحملة الأهلية لاحتفالية القدس عاصمة للثقافة العربية للعام 2009.[9]

## مؤلفاته[10][7][11]
- غسّان كنفاني، صفحات كانت مطويّة.. «سيرة» دار الشموس/ دمشق 1998.
- حين يصدأ السلاح.. قصص، دار الشموس/ 1999.
- قبور الغرباء.. قصص، دار اليازجي دمشق/ 2001.
- على هامش المزامير.. مجموعة قصص قصيرة (ومترجمة للإنكليزية) اليازجي 2001.
- بِدّو.. رواية «وهو اسم قرية فلسطينية تقع شمال غرب مدينة القدس» اليازجي/ 2002.
- أخاف أن يدركني الصباح.. قصص «عن اتحاد الكتاب العرب» 2001.
- مسرحيّة وطنية «مونودراما» بعنوان «شمّة زعوط» عرضت على مسارح سورية 2002.
- وتطير العصافير.. مجموعة قصصية، دار الطارق/ دمشق 2005.
- رابعة.. رواية، دار الطارق/ دمشق 2005.
- خدر الروح.. قصص 2006 «عن اتحاد الكتاب العرب».
- بئر الأرواح وقصص أخرى... «عن مؤسسة فلسطين للثقافة 2007».
- رؤى.. بروق.. أطياف.. قوس قزح. قصص مشاركة في مجموعات قصصية مع مجموعة قاّصين. دار اليازجي، واتحاد الكتاب والصحفيين الفلسطينيين/ دمشق.
- الجثة ودائرة الرمل (رواية).. عن دار الهادي، بيروت 2007.
- إيقاعات الذاكرة قصص 2008 اتحاد الكتاب العرب "جائزة د. نبيل طعمة للإبداع.
- معارج الإبداع «إعداد» 2009 الحملة الأهلية لاحتفالية القدس، مؤسسة فلسطين للثقافة.
- تحت الطبع: الحرية 313 (رواية).. الهالوك (قصص).. مجموعات قصصية، ومسرحيات وروايات وديوان شعر.
- يكتب أيضاً الشعر والمقالة والدراسة والبحث وينشر في الصحف والمجلاّت والدوريات المحليّة والعربية والأجنبية.[12]
- مثّل الثقافة الفلسطينية في مهرجان دول حوض المتوسط في إيطاليا 2004.

## جوائز
- حاصل على جوائز على بعض أعماله الأدبية.
- شارك في مهرجان دعم الانتفاضة في طهران 2001.
- حائز على جائزة أفضل عمل إبداعي في مسابقة الخميني للإبداع في يوم القدس.
- شارك في مهرجان نصرة مقاومة الشعب الفلسطيني في إسبانيا 2005.
- عضو فخري في جمعية الفكر والأدب المعاصر، وفي جمعية كرمة بن هانئ، وفي ثلاثة من قصور الثقافة في القاهرة ـ مصر.
- كان ضيفاً في كثير من الندوات الإذاعية والتلفزيونية الأدبية في سورية ولبنان ومصر وتونس وليبيا والإمارات العربية المتحدة.
- كرمته جهات رسمية وخاصة على الكثير من أعماله الأدبية.[13][1][14]
- جائزة وتكريم تجمع الأدباء الفلسطينيين العالمي للتميّز الإبداعي في القصّة.
- فائز بجائزة الدكتور المهندس نبيل طعمة للإبداع للعام 2008.

## وصلات خارجية
- صفحة الكاتب على الفيس بوك  على فيسبوك.
- موقع الكاتب الشخصي